# Гамбургский филармонический оркестр
Гамбургский филармонический оркестр (нем. Philharmoniker Hamburg) — немецкий симфонический оркестр, базирующийся в Гамбурге. Один из трёх оркестров города наряду с Гамбургским симфоническим оркестром и Симфоническим оркестром Северогерманского радио.
Основан 8 ноября 1828 года как Общество для исполнения зимних концертов (нем. Verein zur Aufführung von Winterkonzerten), с первоначальным графиком выступлений 6 раз в течение зимнего сезона; как таковой коллектив оркестра не существовал, для каждого концерта состав набирался заново из городских музыкантов, а руководили оркестром главные дирижёры Гамбургской певческой академии. Позднее преобразован в оркестр городского Филармонического общества (нем. Philharmonische Gesellschaft). В симфонических концертах Филармонического общества принимали участие известные солисты (особенно часто концертировала в Гамбурге Клара Шуман). В 1863 году на место руководителя певческой академии и оркестра рассчитывал Иоганнес Брамс, однако не получил назначения.
На фоне возраставшей конкуренции (особенно со стороны оркестра Юлиуса Лаубе и абонементных концертов Ганса фон Бюлова) в 1896 году учредители Филармонического общества предприняли реорганизацию оркестра с формированием постоянного коллектива, для чего было создано Общество гамбургских друзей музыки (нем. Vereins Hamburgischer Musikfreunde). В 1934 году объединился с оркестром городского театра, получив название Государственный филармонический оркестр Гамбурга (нем. Philharmonisches Staatsorchester Hamburg) и став также основным оркестром Гамбургской оперы, в которой базируется до настоящего времени (в то время как симфонические концерты обычно проходят в филармонии Лайсхалле). В 2005 году получил современное название.

## Главные дирижёры
- Фридрих Вильгельм Грунд (1828—1862)
- Юлиус Штокхаузен (1862—1867)
- Юлиус фон Бернут (1867—1894)
- Рихард Барт (1894—1904)
- Макс Фидлер (1904—1922)
- Карл Мук (1922—1933)
- Ойген Йохум (1934—1949)
- Йозеф Кайльберт (1951—1959)
- Вольфганг Заваллиш (1961—1973)
- Хорст Штайн (1973—1976)
- Альдо Чеккато (1976—1982)
- Ганс Цендер (1984—1988)
- Герд Альбрехт (1988—1997)
- Инго Метцмахер (1997—2005)
- Симона Янг (2005—2015)
- Кент Нагано (2015—)